# Exochus rufigaster
Exochus rufigaster är en stekelart som beskrevs av Kusigemati 1971. Exochus rufigaster ingår i släktet Exochus och familjen brokparasitsteklar. Inga underarter finns listade i Catalogue of Life.